# Hagstugesjön
Hagstugesjön är en sjö i Vimmerby kommun i Småland och ingår i Motala ströms huvudavrinningsområde. Sjön är 4,6 meter djup, har en yta på 0,0859 kvadratkilometer och är belägen 189,9 meter över havet. Vid provfiske har abborre och mört fångats i sjön.

## Delavrinningsområde
Hagstugesjön ingår i det delavrinningsområde (640033-149908) som SMHI kallar för Mynnar i Krön. Medelhöjden är 183 meter över havet och ytan är 34,92 kvadratkilometer. Det finns inga avrinningsområden uppströms utan avrinningsområdet är högsta punkten. Nylingsån som avvattnar avrinningsområdet har biflödesordning 3, vilket innebär att vattnet flödar genom totalt 3 vattendrag innan det når havet efter 195 kilometer. Avrinningsområdet består mestadels av skog (79 procent). Avrinningsområdet har 0,43 kvadratkilometer vattenytor vilket ger det en sjöprocent på 1,2 procent. Bebyggelsen i området täcker en yta av 0,73 kvadratkilometer eller 2 procent av avrinningsområdet.